# Assoziation Schweizer Psychotherapeutinnen und Psychotherapeuten
Die Assoziation Schweizer Psychotherapeutinnen und Psychotherapeuten (ASP) ist die Berufsvereinigung der Psychotherapeutinnen und Psychotherapeuten in der Schweiz. 
Rund 850 zertifizierte Einzelmitglieder sowie 22 psychotherapeutische Ausbildungsinstitutionen als Kollektivmitglieder sind in der ASP organisiert. Ausserdem existieren Fach- und Regionalverbände. Sie wird von einem fünfköpfigen Vorstand geleitet, die Geschäftsstelle befindet sich in Zürich
Die ASP ist aktives Mitglied der Schweizer Charta für Psychotherapie, die 2014 mit ihr fusionierte und seitdem als Konferenz der Weiterbildungsinstitutionen und Fachverbände innerhalb der ASP weitergeführt wird.  
Die ASP vertritt  politische, berufliche und wirtschaftliche Interessen ihrer Mitglieder auf nationaler und kantonaler Ebene. 
Als Berufsverband auf dem Gebiet der Psychotherapie wird u. a. auf die Einhaltung der gesetzlichen Rahmenbedingungen durch die Mitglieder geachtet. Auch die Weiterentwicklung und Qualitätssicherung des Psychotherapieberufes steht im Mittelpunkt der Arbeit.
Patienten werden unentgeltlich Therapieplätze vermittelt und Auskünfte gegeben.